# 普希金 (聖彼得堡)
普希金（羅馬化：Pushkin）是俄罗斯圣彼得堡下辖的一座城市，位于圣彼得堡市中心以南24俄里，人口84628人（2002年）。

## 历史
普希金原名沙皇村（羅馬化：Tsarskoye Selo），原为瑞典贵族庄园，1708年后成为历任沙皇的夏宫，1728年得名沙皇村。叶卡捷琳娜宫和亚历山大宫均是这一时期的代表建筑。
1837年往來沙皇村和聖彼得堡的鐵路通車，是為俄國鐵路史的開端。
十月革命后，末代沙皇尼古拉二世一家便是从这里出发被流放去托博尔斯克的。1918年，沙皇村的建筑多被改为儿童教育和医疗用途，被更名为儿童村（羅馬化：Detskoye Selo）。
1937年，为纪念亚历山大·普希金逝世100周年，儿童村又被改名为普希金，原因是1811年至1817年间普希金曾在沙皇村的贵族学校学习。俄罗斯白银时代诗人安娜·阿赫玛托娃在该城度过童年。